# Zaalvoetbal Club 80
Lo Zaalvoetbal Club 80, noto come Krijnen Keukens Malle per ragioni di sponsorizzazione, è un club belga di calcio a 5 con sede a Malle.

## Storia
Fondato nel 1980, il club ha iniziato l'attività agonistica in quinta serie provinciale nel 1981-82 come ZVC Bonten Os; dopo tre stagioni, grazie al quarto posto in classifica, accede alla quarta serie con il nome di ZVC Airo Belgium sotto la cui insegna compie immediatamente anche il salto in 3ª divisione vincendo il proprio raggruppamento. Nel 1986 la società assunse la denominazione attuale: ZVC Club 80. Alla fine del campionato 1986-87 la squadra raggiunge la prima divisione provinciale in cui rimane sino alla stagione 1996-97 vincendo due titoli. La storica sponsorizzazione con l'azienda di arredamento "Krijnen Keukens", proseguita per due decenni, ha inizio nella stagione 2000-01 quando la squadra debutta nella terza categoria nazionale. Il secondo posto in classifica nel girone B consente alla squadra di salire in seconda divisione, in cui tuttavia retrocede immediatamente. Dopo tre stagioni nella categoria più bassa, nel 2001-02 centra la promozione alla seconda serie e dopo due stagioni il Club 80 festeggia la sua prima promozione nella Division 1. Dopo appena una stagione (2004-05) il club retrocede nella seconda divisione. Al termine della stagione 2006-07 è tornata nella massima divisione.

## Rosa 2008-09
| N. |                        | Ruolo | Calciatore     |
| -- | ---------------------- | ----- | -------------- |
| 14 | Belgio (bandiera)      | G     | Azzimani Appi  |
| 4  | Belgio (bandiera)      | G     | Kurt Gessner   |
| 2  | Belgio (bandiera)      | G     | Raf Govers     |
| 15 | Belgio (bandiera)      | G     | Mounir Lemouh  |
| 1  | Belgio (bandiera)      | P     | Birger Maes    |
| 18 | Belgio (bandiera)      | G     | Jan Meeusen    |
| 6  | Belgio (bandiera)      | G     | Roy Michiels   |
| 8  | Paesi Bassi (bandiera) | G     | Paul Naalden   |
| 13 | Belgio (bandiera)      | G     | Bram Peeters   |
| 11 | Belgio (bandiera)      | G     | Michel Ribeiro |

| N. |                        | Ruolo | Calciatore              |
| -- | ---------------------- | ----- | ----------------------- |
| 17 | Belgio (bandiera)      | G     | Bjorn Seuntjens         |
| 10 | Paesi Bassi (bandiera) | G     | Richard Smaal           |
| 9  | Belgio (bandiera)      | G     | Ghislain Stoop          |
| 21 | Belgio (bandiera)      | G     | Moustafa Toukouki       |
| 16 | Belgio (bandiera)      | G     | Philip T'Seyen          |
| 7  | Paesi Bassi (bandiera) | G     | Jaap Van Bavel          |
| 20 | Belgio (bandiera)      | G     | Stephane Van Litsenborg |
| 19 | Belgio (bandiera)      | G     | Dirk Van Oerle          |
| 22 | Belgio (bandiera)      | G     | John Vaes               |
| -  | Belgio (bandiera)      | G     | Gregory Vermeulen       |

## Palmarès
- Coppa del Belgio: 1
2007-08